# Gran Premi Stad Roeselare
El Gran Premi Stad Roeselare era una cursa ciclista femenina que es disputa anualment als voltants de Roeselare, a Bèlgica, del 2007 al 2012.

## Palmarès
| Any  | Vencedora            | Segona                     | Tercera              |
| ---- | -------------------- | -------------------------- | -------------------- |
| 2007 | Martine Bras         | Emma Johansson             | Tanja Schmidt-Hennes |
| 2008 | Loes Markerink       | Annemiek van Vleuten       | Kim Anderson         |
| 2009 | Kirsten Wild         | Rochelle Gilmore           | Liesbet De Vocht     |
| 2010 | Kirsten Wild         | Chloe Hosking              | Annemiek van Vleuten |
| 2011 | Amber Neben          | Emma Johansson             | Adrie Visser         |
| 2012 | Annemiek van Vleuten | Christelle Ferrier-Bruneau | Linda Villumsen      |